# Mackenrode (Landolfshausen)
Mackenrode ist ein Ortsteil der südniedersächsischen Gemeinde Landolfshausen im Landkreis Göttingen. Der rund 290 Einwohner zählende Ort liegt direkt östlich des Göttinger Waldes, unterhalb der Mackenröder Spitze, etwa acht Kilometer östlich von Göttingen.

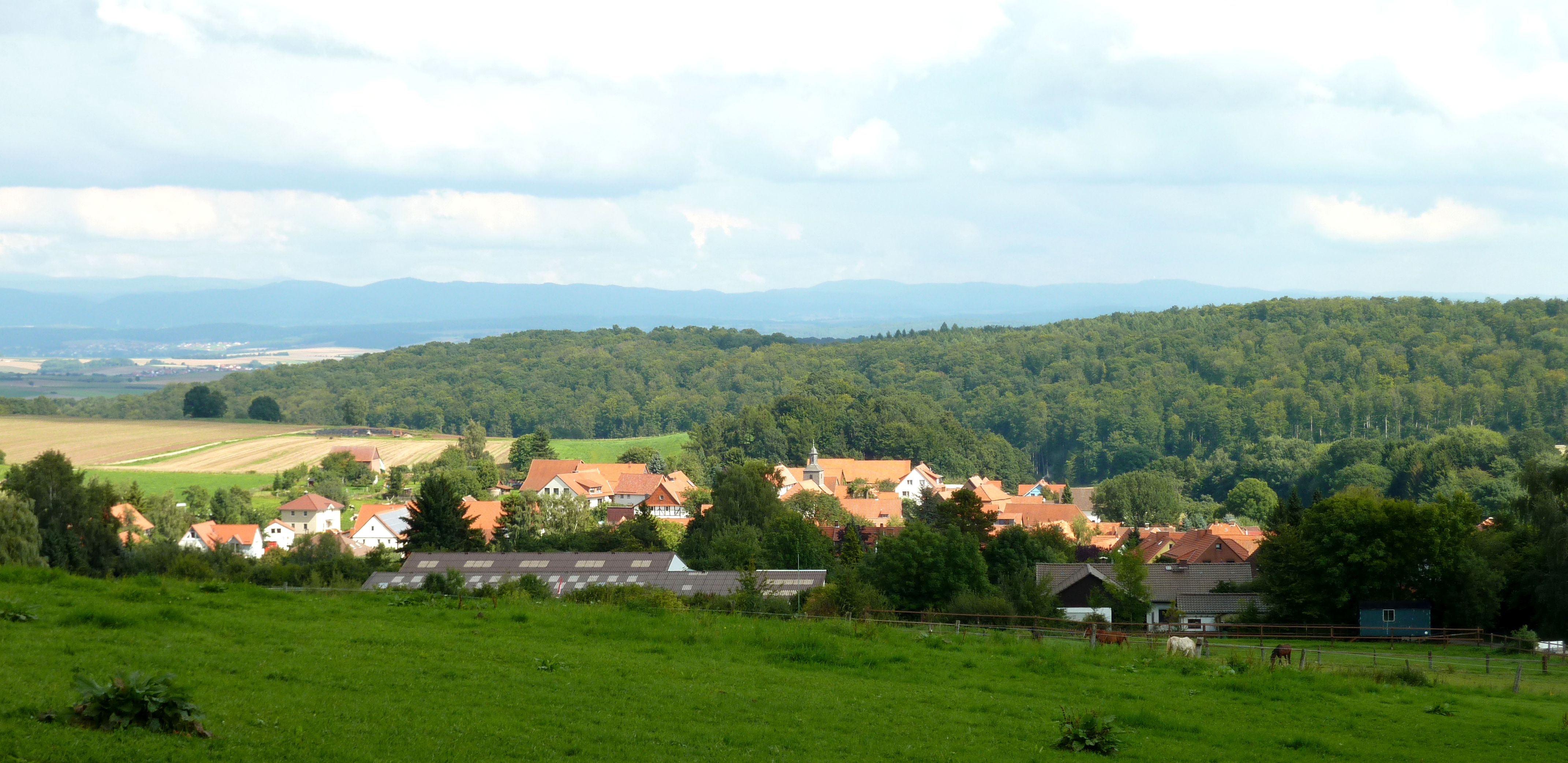
Blick von Westsüdwesten auf Mackenrode

## Geschichte
Das Dorf gilt als ältester „rode“-Ort des Landkreises Göttingen. Mackenrode wurde in einer Urkunde Kaiser Ottos II. vom 7. Juni 973 als Makkenrod erstmals erwähnt, in welcher dieser dem Marienkloster Rechte bestätigt. Die Kirche zu Mackenrode wurde, einer Inschrift zufolge, 1735 restauriert. Zu Beginn des 19. Jahrhunderts bewohnten 210 Einwohner, verteilt auf 29 Häuser, den Ort. Das lutherische Kirchdorf zählte zum Departement der Leine, es unterstand dem Distrikt Göttingen und wurde in den Kanton Radolfshausen eingeteilt.
Am 1. Januar 1973 wurde Mackenrode in die Gemeinde Landolfshausen eingegliedert.

## Sagen
- Ludwig Bechstein: Von den Schweckhäuserbergen[6] (Sage über die Schweckhäuserberge zwischen den Orten Waake, Landolfshausen und Mackenrode. Angeblich stand dort auch eine Raubritterburg.)